# Pierre-Joseph de Maleville
Pierre-Joseph, marquis de Maleville (12 juillet 1778, Domme - 12 avril 1832, Paris), est un homme politique français.

## Biographie
Fils de Jacques de Maleville, il devient avocat, avant d'entrer dans l'administration impériale comme sous-préfet de Sarlat de 1804 à 1811 par l'influence de son père. Nommé conseiller à la Cour impériale de Paris, il se prononce pour le retour des Bourbons comme son père.
Le 18 mai 1815, il est élu représentant à la Chambre des Cent-Jours par le collège de département de la Dordogne,. Il s'oppose à ce que le roi de Rome soit reconnu empereur le 23 juin.
À la seconde Restauration, il reprend ses fonctions de conseiller et devient premier président à la cour royale de Metz le 7 juillet 1819, puis à celle d'Amiens le 9 juillet de l'année suivante.
Le 31 janvier 1825, il est admis à siéger à la Chambre des pairs, à titre héréditaire, en remplacement de son père décédé.
Il épousa le 26 mai 1802 Justine de Liborel, dont 6 enfants : 
- Pauline Thérèse Esther de Maleville (1804)
- Guillaume Jacques Lucien de Maleville (1805-1889), marquis de Maleville 1805-1889 Marié avec Joséphine Louise Boucher Desnoyers
- Louis Charles de Maleville (1813-1859)

## Publications
- Discours sur l'influence de la réformation de Luther (1804)
- Adresse au sénat (1814)
- Les Benjamites rétablis en Israël (1816)

## Sources bibliographiques
- « Pierre-Joseph de Maleville », dans Adolphe Robert et Gaston Cougny, Dictionnaire des parlementaires français, Edgar Bourloton, 1889-1891 [détail de l’édition]
- Sylvie Guillaume et Bernard Lachaise (Université Bordeaux-Montaigne. Centre aquitain de recherches en histoire contemporaine), Dictionnaire des parlementaires d'Aquitaine sous la Troisième République, Talence, Presses Universitaires de Bordeaux, 1998, br, couv. ill.; 624, 24 cm (ISBN 2-86781-231-3 et 9782867812316, OCLC 468077217, BNF 37035405, SUDOC 045199868, présentation en ligne, lire en ligne), p. 99 à 101